# Emmaboda
Emmaboda ( PRONÚNCIA) é uma pequena cidade da província histórica de Småland.
Tem cerca de 4 824 habitantes  e é a sede do município de Emmaboda, no condado de Kalmar, situado no sul da Suécia.